# Pietro Metastasio
Pietro Antonio Domenico Trapassi, lepiej znany pod pseudonimem Metastasio (ur. 3 stycznia 1698 w Rzymie, zm. 12 kwietnia 1782 w Wiedniu) – włoski pisarz. Znany jako librecista: jego libretta wykorzystane zostały w operach Händla, Hassego i Vivaldiego.

## Życiorys
Metastasio urodził się w Rzymie, gdzie jego ojciec, Felice Trapassi, pochodzący z Asyżu, pełnił służbę w papieskim regimencie, w którym służyli głównie Korsykanie. Felice poślubił Francescę Galasti z Bolonii i zaczął prowadzić sklep przy Via dei Cappellari. Miał dwóch synów i dwie córki. Metastasio był nadwornym poetą w Wiedniu.